# 従覚
従覚（じゅうかく）は、鎌倉時代後期から南北朝時代にかけての浄土真宗の僧。諱は慈俊。父は浄土真宗本願寺派第3世宗主・真宗大谷派第3代門首・大谷本願寺住職・留守職の覚如。兄は真宗木辺派第4代法主存覚。日野俊光の猶子。妻は梅。子は本願寺第4世善如。

## 生涯
永仁3年（1294年）、本願寺第3世で留守職の覚如の次男として生まれる。日野俊光の猶子となり、応長元年（1311年）に青蓮院で得度する。永寛法親王・慈道法親王の門に入って左衛門督や大納言と称する。またこの年、『皇太子聖徳奉讃』を書写したと伝えられている。元亨2年（1322年）、兄存覚が思想の違いから父の覚如に義絶される事件が起こった。
元徳3年（1331年）、妻に梅を娶り、元弘3年/正慶2年（1333年）2月には長男善如が誕生する。そして4月25日には日本各所に残されていた親鸞の書簡22通を集めて2巻にまとめた親鸞の法話集である『末灯鈔』を完成させている。兄の存覚はどちらかというとあまり親鸞を重視しない傾向にあったが、従覚は父の覚如と同じように親鸞を重視する思想であった。2年前の元徳3年には覚如が親鸞と、本願寺第2世とされた如信から法脈を受け継いでいるのを著した『口伝鈔』を完成させ、前年元弘2年/正慶元年（1332年）には覚如によって如信の三十三回忌法要が行われている。こういった流れの中で『末灯鈔』は制作された。
従覚は存覚が義絶されている間2年ほど覚如から寺務を任されるなどし、また存覚と覚如の間を取り持つなどをしていたが、暦応元年（1338年）、ようやく、覚如は存覚の義絶を解き、再び存覚を別当職に任じた。しかし、康永元年（1342年）には覚如は再び存覚を義絶した。
正平5年/観応元年（1350年）、覚如は再び存覚の義絶を解いたが、しかし存覚へ本願寺を継承させる考えは全くなく、従覚を本願寺の留守職に任じようとしたが、従覚はこれを辞退した。このため、留守職は従覚の長男である善如が継ぐこととなった。
翌正平6年/観応2年（1351年）1月、覚如が亡くなると、従覚は早くも10月には覚如の伝記である『慕帰絵詞』全10巻を完成させた。以降兄の存覚共々本願寺を継いだ善如をよく補佐したが、正平15年/延文 5年（1360年）6月20日、67 歳にて示寂。
なお、従覚は長らく歴代本願寺住持の一員として数えられていたが、本願寺第9世実如の頃になって歴代住持から外された。